# Travis Boyd
Travis Glenn Boyd (* 14. September 1993 in Hopkins, Minnesota) ist ein US-amerikanischer Eishockeyspieler, der seit Juli 2024 bei den Minnesota Wild aus der National Hockey League (NHL) unter Vertrag steht und parallel für deren Farmteam, die Iowa Wild, in der American Hockey League auf der Position des Centers spielt. Zuvor war Boyd bereits für die Washington Capitals, Toronto Maple Leafs, Vancouver Canucks und Arizona Coyotes in der NHL aktiv.

## Karriere
Boyd wurde in Hopkins im US-Bundesstaat Minnesota geboren und spielte in der Jugend zunächst für die örtliche Hopkins High School, bevor er die Jahre 2009 bis 2011 im Team des USA Hockey National Team Development Program (NTDP) in der United States Hockey League (USHL) verbrachte.
Im NHL Entry Draft 2011 wurde Boyd in der sechsten Runde an 177. Position von den Washington Capitals ausgewählt. Er spielte im Anschluss zunächst für die University of Minnesota in den Ligen der National Collegiate Athletic Association (NCAA), von 2011 bis 2013 in der Western Collegiate Hockey Association (WCHA) und von 2013 bis 2015 in der Big Ten Conference (B1G). Ende März 2015 wurde er von den Capitals mit einem Entry Level Contract ausgestattet und in das Farmteam der Capitals, die Hershey Bears, transferiert. Dort verbuchte er in den letzten zwei Spielen der AHL-Saison 2014/15 ein Tor und einen Assist. Sein Vertrag mit den Capitals wurde im Juli 2017 um ein weiteres Jahr verlängert.
Im Dezember 2017 wurde Boyd in den Kader der Washington Capitals berufen und absolvierte sein erstes Spiel in der NHL am 4. Dezember 2017 beim 4:1-Heimsieg der Capitals gegen die San Jose Sharks. Am Ende der Saison 2017/18 gewann er mit den Capitals den Stanley Cup, wurde allerdings nicht auf der Trophäe verewigt, da er in den Playoffs nur eine Partie absolviert hatte.
Nach fünf Jahren in Washington wurde sein auslaufender Vertrag nach der Spielzeit 2019/20 nicht verlängert, sodass er sich im Oktober 2020 als Free Agent den Toronto Maple Leafs anschloss. Als diese ihn im März 2021 auf die Waiverliste setzten, wurde sein Vertrag von den Vancouver Canucks übernommen. Dort spielte er bis zum Saisonende, ehe er im August 2021 – abermals als Free Agent – zu den Arizona Coyotes wechselte. Mit den Coyotes vollzog er nach der Saison 2023/24 den Umzug nach Salt Lake City, wo er allerdings fortan nicht für den Utah Hockey Club auflief, da er sich im Juli 2024 als Free Agent den Minnesota Wild anschloss.

### International
Travis Boyd vertrat sein Heimatland bei der World U-17 Hockey Challenge 2010 und der U18-Junioren-Weltmeisterschaft 2011 in Deutschland. Bei beiden Turnieren konnte er mit dem Team USA jeweils die Goldmedaille gewinnen.

## Erfolge und Auszeichnungen
| - 2013 WCHA All-Academic Team - 2015 Big-Ten-Conference-Meisterschaft mit der University of Minnesota - 2015 B1G Second All-Star Team | - 2017 Teilnahme am AHL All-Star Classic - 2017 AHL Second All-Star Team |

### International
- 2010 Goldmedaille bei der World U-17 Hockey Challenge
- 2011 Goldmedaille bei der U18-Junioren-Weltmeisterschaft

## Karrierestatistik
Stand: Ende der Saison 2024/25

### International
Vertrat die USA bei:
- World U-17 Hockey Challenge 2010
- U18-Junioren-Weltmeisterschaft 2011

(Legende zur Spielerstatistik: Sp oder GP = absolvierte Spiele; T oder G = erzielte Tore; V oder A = erzielte Assists; Pkt oder Pts = erzielte Scorerpunkte; SM oder PIM = erhaltene Strafminuten; +/− = Plus/Minus-Bilanz; PP = erzielte Überzahltore; SH = erzielte Unterzahltore; GW = erzielte Siegtore; 1 Play-downs/Relegation; Kursiv: Statistik nicht vollständig)